# T. J. Bass
Thomas Joseph Bassler (geboren 7. Juli 1932 in Clinton, Iowa; gestorben am 13. Dezember 2011 in Honolulu, Hawaii) war ein US-amerikanischer Science-Fiction-Autor und Doktor der Medizin.

## Leben
Bassler graduierte 1959 an der University of Iowa. Bekanntheit erlangte er durch die größtenteils abgelehnte Theorie, dass Nichtraucher, die einen Marathonlauf in unter vier Stunden absolvieren, essen könnten, was immer sie mögen und niemals einen Herzinfarkt erleiden würden. Jim Fixx stimmte den Thesen Basslers in seinem Buch The Complete Book of Running größtenteils zu. Tragischerweise starb Fixx nach einem Lauftraining im Alter von 52 Jahren an einem Herzinfarkt.
Der U.S. Kongressabgeordnete Goodloe Byron starb im Oktober 1978 während des Joggens an einem Herzinfarkt. Gemäß Nathan Pritikin, einem Pionier auf dem Gebiet der Ernährungsberatung, absolvierte Byron sechsmal den Boston-Marathon mit einer Bestzeit von 3:28:40 und rauchte zu dem Zeitpunkt bereits seit 25 Jahren nicht mehr. Byron war ein begeisterter Leser von Basslers Buch und ignorierte deshalb die Warnungen seiner Ärzte, die nach Tests festgestellt hatten, dass sich Byrons Koronararterien verengten. Die Ärzte rieten Byron, seinen Ausdauersport nicht mehr zu betreiben.
Für Bassler war die Ursache aber kein Infarkt. Er behauptete, dass Byron gestorben sei, weil er keine der für ihn wichtigen Nahrungsmittel für Marathonläufer gegessen habe: Hefe, Joghurt, Erdnüsse, Bier, Weizenkeime und Vitamin C. ("he probably wasn't eating one of the six foods that marathoners eat: yeast, yogurt, peanuts, beer, wheat germ and vitamin C."). Nach einer Obduktion widersprach ihm Manuel G. Jimenez und antwortete: "Für mich ist eindeutig eine koronare Herzmuskelschwäche, ausgelöst durch eine Arteriosklerose, die Ursache des Todes." ("For me, it was plainly coronary insufficiency due to atherosclerosis.")
Seine Romane Die Ameisenkultur und Der Gott-Wal wurden für den Nebula Award nominiert. Ameisenkultur entstand als Kurzgeschichte, die Bass später dann zu einem Roman ausbaute. Seinen medizinischen Hintergrund nutzte er, um ein bis heute unerreichtes realistisches Niveau in seinen Geschichten zu erreichen. Beide Romane erzählen von einer menschenähnlichen Rasse mit nur vier Zehen, der alle Aggressivität verloren gegangen ist.

## Bibliografie
Hive
- 1 Half Past Human (1971)
  - Deutsch: Die Ameisenkultur. Übersetzt von Wulf Bergner. Goldmanns Weltraum Taschenbücher #0163, 1973, ISBN 3-442-23163-9.
- 2 The Godwhale (1974, erweiterte Fassung von Rorqual Maru)
  - Deutsch: Der Gott-Wal. Übersetzt von Annette von Carpentier. Droemer Knaur (Knaur Science Fiction & Fantasy #5751), 1982, ISBN 3-426-05751-4.

Kurzgeschichten:
- Half Past Human (in: Galaxy Magazine, December 1969)
- Song of Kaia (in: If, November-December 1970)
- Rorqual Maru (in: Galaxy Magazine, January-February 1972)
  - Deutsch: Das Ernteschiff. In: Donald A. Wollheim (Hrsg.): Der Zeitläufer. Pabel (Terra Taschenbuch #258), 1975.

Kurzgeschichten
- Star Itch (in: If, September 1968, als Thomas J. Bassler, M.D.)
- Star Seeder (in: If, September 1969)
- A Game of Biochess (in: Worlds of If, February 1970)
- The Beast of 309 (in: Worlds of If, January-February 1971)

Sachbuch
- als Thomas J. Bassler: The Whole Life Diet: An Integrated Program of Nutrition and Exercise for a Lifestyle of Total Health. 1979 (mit Robert E. Burger)